# Хадаш

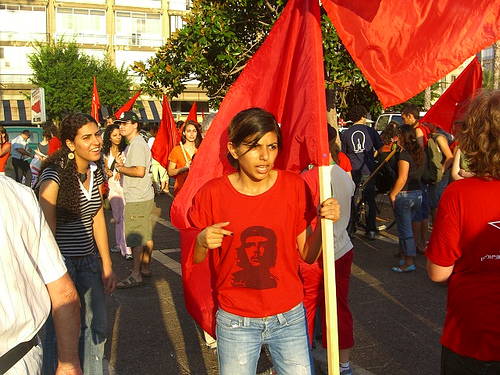
Демонстрация партии «ХАДАШ» в Тель-Авиве против Второй ливанской войны.

Хада́ш (ивр. חד"ש‎, Демократический фронт за мир и равенство — Ха-Хазит ха-Демократит ле-Шалом у-ль-Шивьон) — политическая партия в Израиле левой и несионистской направленности.
«ХАДАШ» определяет себя как еврейско-арабская партия. Большинство её избирателей и лидеров являются арабскими гражданами Израиля. Однако за партию голосуют и многие евреи: так, на выборах 2009 года партия получила в Тель-Авиве 2,32 % голосов, а на выборах мэра Тель-Авива кандидат от партии Дов Ханин набрал 34 % голосов. Партия имеет четырёх представителей в израильском парламенте Кнессет (из них три араба и один еврей).

## Название
Как и в случае со многими политическими партиями в Израиле, «ХАДАШ» — это акроним от «Ха-Хазит ха-Демократит ле-Шалом у-ль-Шивьон» (ивр. החזית הדמוקרטית לשלום ולשוויון‎), переводится как «Демократический фронт за мир и равенство», а также слово «новый» на иврите, что, возможно, является отсылкой к одной из политических организаций, основавших «ХАДАШ» — «Раках» (акроним на иврите от названия «Новый коммунистический список»). На арабском она известна как «Al-Jabhah al-Dimuqrāṭiyyah lil-Salam wa’al-Musāwah» (араб.  الجبهه الدمقراطية للسلام والمساواة‎).

## История
«ХАДАШ» была сформирована во время функционирования кнессета восьмого созыва, когда «Раках» объединился с некоторыми непарламентскими объединениями, в том числе с некоторыми членами движения «Чёрные пантеры» и другими левыми некоммунистическими группами.
В самом движении «ХАДАШ» «Раках» (которая в 1989 году была переименована в «Маки», акроним на иврите от названия «Израильская коммунистическая партия») сохранила свой независимый статус.
В выборах 1996 года «ХАДАШ» участвовал единым списком с арабской партией «Балад». Вместе они завоевали пять мест, но в результате раскола в течение каденции кнессета, фракция «ХАДАШ» сократилась до трёх мест. В выборах 2003 года «ХАДАШ» участвовал в другом объединённом списке, на этот раз с партией Ахмеда Тиби, «Тааль». Список получил три места, но опять произошёл раскол в ходе парламентской каденции, в результате чего «ХАДАШ» остался с двумя местами в кнессете.

## Политика и идеология
Партия поддерживает эвакуацию всех израильских поселений, полный уход Израиля со всех территорий, оккупированных в результате шестидневной войны 1967 года, и создание палестинского государства на этих территориях. Она также поддерживает право на возвращение или компенсацию для палестинских беженцев. В дополнение к вопросам мира и безопасности, «ХАДАШ» также известен как активный по социальным и экологическим вопросам.
«ХАДАШ» определяет себя в качестве не-сионистской партии, первоначально — в соответствии с марксистской оппозицией к национализму. Она призывает к признанию палестинских арабов в качестве национального меньшинства в Израиле.

## Платформа партии на выборах в Кнессет 18-го созыва
Ниже перечислены основные пункты платформы «ХАДАШ» на выборах в Кнессет 18-го созыва 10 февраля 2009 года:
- Достижение справедливого, всеобъемлющего и прочного мира: израильско-палестинского и израильско-арабского
- Защита прав трудящихся
- Развитие социальных услуг: здравоохранения, образования, жилья, социального обеспечения, культуры и спорта
- Равноправие между арабским и еврейским населением в Израиле
- Ликвидация этнической дискриминации во всех областях, защита интересов жителей неблагополучных кварталов и городов развития
- Защита демократических свобод
- Равноправие между мужчинами и женщинами во всех областях
- Охрана окружающей среды, экологической справедливости
- Ликвидация оружия массового уничтожения

## Обвинения партии в поддержке палестинского террора
Среди кандидатов «ХАДАШ» на муниципальных выборах 2008 в городе Сахнин была 28-летняя Саади, отбывшая тюремный срок в тюрьме за связь с террористической ячейкой, ответственной за взрыв террористки-самоубийцы на иерусалимском рынке Махане-Иехуда в апреле 2002 года. В результате теракта погибли шесть израильтян, 50 человек были ранены. Суд установил, что Саади находилась в контакте с главарем террористической ячейки, готовившей теракт, переписывалась с ним через интернет и была осведомлена о дате и месте готовящегося теракта — но не сообщила об этом в полицию. Суд осудил её на 6 лет заключения. В интервью газете «Едиот Ахронот» Саади не выразила сожаления и раскаяния в прошлых поступках.
После того, как «Движение за чистоту власти» подало апелляцию в БАГАЦ против партии «ХАДАШ», а судья Ханан Мельцер заявил, что, если глава избирательного списка знал о террористическом прошлом Тагадир Саади и о невозможности включения её в избирательный список, то весь список ХАДАШ может быть запрещен к баллотированию на выборах, Саади сняла свою кандидатуру.
Представитель партии «ХАДАШ» по этому поводу заявил — «Ни одна другая партия не выступает против убийств невиновных гражданских лиц, не важно, израильтян или палестинцев, сильнее, чем „ХАДАШ“…..Кроме того у нас нет никакого доверия к суду, который осудил Саади, поскольку он — часть израильского истеблишмента».

## Представительство в кнессете
На выборах в Кнессет 17-го созыва в 2006 году «ХАДАШ» получил 3 места в кнессете из 120.
На выборах в Кнессет 18-го созыва в 2009 году «ХАДАШ» получил 4 места в кнессете из 120.
На выборах в Кнессет 23-го созыва в 2020 году коалиция «Общий список», включающая партии «ХАДАШ», «РААМ», «ТААЛ» и «БАЛАД», под руководством главы «ХАДАШ» Аймана Уда получила 15 мест в парламенте из 120.

## Депутаты от партии Хадаш в кнессете 18-го созыва
- Мохаммад Бараке
- Хана Суэйд
- Дов Ханин
- Афу Агбария

## Депутаты от партии Хадаш в кнессете 19-го созыва
- Мохаммад Бараке
- Хана Суэйд
- Дов Ханин
- Афу Агбария

## Бывшие члены кнессета
- Тамар Гужански[6]
- Иссам Махоил
- Тауфик Зияд